# Arquebisbat de Vancouver
L'arquebisbat de Vancouver (anglès: Archdiocese of Vancouver; llatí: Archidioecesis Vancuveriensis) és una seu metropolitana de l'Església catòlica, que pertany a la regió eclesiàstica West (Ouest). El 2010 tenia 465.717 batejats d'un total de 2.668.099 habitants. Actualment està regida per l'arquebisbe John Michael Miller, C.S.B.

## Territori
L'arxidiòcesi està situada a la part sud-occidental de la província de la Colúmbia britànica, al Canadà.
La seu arxiepiscopal és la ciutat de Vancouver, on es troba la catedral de la Mare de Déu del Roser.
El territori s'estén sobre 119.439 km², i està dividit en 77 parròquies.

## Demografia arxidiocesana
El 2010 l'arxidiòcesi tenia 77 parròquies, 16 missions, 93 preveres diocesans, 105 preveres religiosos i 465.717 fidels catòlics. També tenia 120 religioses, 127 religiosos i 2 diaques permanents.
Hi ha 49 escoles catòliques.

## Història
El 24 de juliol s'erigí la diòcesi de l'illa de Vancouver, a partir del vicariat apostòlic del Territori d'Oregon.

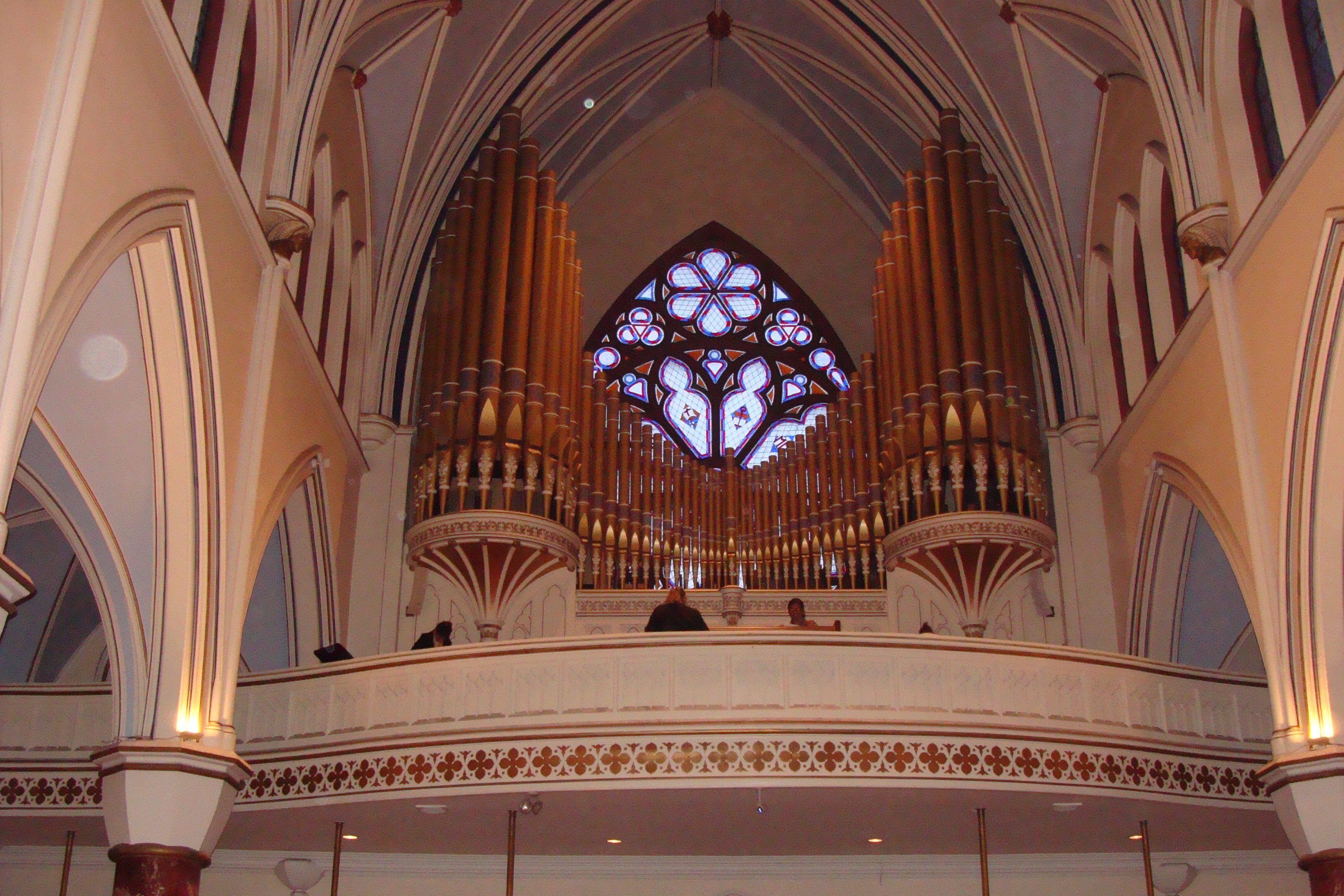
L'orgue de tubs de la catedral

### Els anys dels Oblats de Maria Immaculada
El 14 de desembre de 1863 s'erigí el Vicariat apostòlic de la Colúmbia Britànica. Un prevere francès, anomenat Louis-Joseph D'Herbomez, dels Oblats de Maria Immaculada, esdevingué el primer vicari apostòlic del nou territori. Posteriorment seria consagrat bisbe el 1864 i serví la comunitat catòlica fins a la seva mort, el 1890.
El 2 de setembre de 1890, el vicariat de la Colúmbia Britànica esdevingué el bisbat de New Westminster mitjançant la butlla Vicarium pastoris del Papa Lleó XIII. Un altre bisbe dels Oblats de Maria Immaculada, Pierre-Paul Durieu, assumí les responsabilitats i serví la comunitat fins a la seva mort el 1899. Durant la seva estada, es va perdre el territori d'Alaska en crear-se la Prefectura Apostòlica d'Alaska el 1894.
Un altre bisbe francès, Augustin Dontenwill, va prendre el govern de la diòcesi de New Westminster el 1899 i serví la comunitat fins a la seva dimissió, quan va ser nomenat Superior General des Oblats de Maria Immaculada, el 1908. Durant el seu mandat, s'inicià la catedral de la Mare de Déu del Roser.

### Sota l'arxidiòcesi de Victoria
El 1903, la diòcesi de l'illa de Vancouver va ser elevada a arxidiòcesi de l'Illa de Vancouver i, el 1904, canvià per l'arxidiòcesi de Victòria. Un bisbe alemany, Bertram Orth, va ser nomenat arquebisbe el 1903 i dirigí l'arxidiòcesi de Victòria i les seves sufragànies fins a la seva dimissió el 1908.
El 19 de setembre de 1908, la diòcesi de New Westminster va ser elevada a l'arxidiòcesi de Vancouver mitjançant el breu In sublimi Principis del Papa Pius X i a l'octubre de 1908 l'arxidiòcesi de Victoria va ser degradada a la diòcesi de Victoria. El Pare Alexander MacDonald, de Nova Escòcia, va ser ràpidament nomenat i ordenat bisbe de Victòria.

### Els bisbes canadencs
Durant un any l'arxidiòcesi de Vancouver no va tenir bisbe fins que Neil McNeil, bisbe de St. George's, Newfoundland, esdevingué el primer canadenc en ser nomenat arquebisbe de Vancouver el 19 de gener de 1910. La seva estada va ser breu, en ser nomenat arquebisbe de Toronto el 10 d'abril de 1912.
L'agost de 1912, Timothy Casey, bisbe de Saint John in America, New Brunswick, esdevingué el cinquè arquebisbe de Vancouver. Quan la I Guerra Mundial esclatà el 1914, l'arquebisbe Casey va haver de fer front a temps financers durs a l'arxidiòcesi. Durant el seu govern, l'església de la Mare de Déu del Roser esdevingué la catedral. Serví la seva comunitat fins a la seva mort a l'octubre de 1931.

### Els anys del "Duc de Ferro"
L'agost de 1928, un prevere de St. John, New Brunswick, esdevingué arquebisbe coadjutor de Vancouver i el 5 d'octubre de 1931, el bisbe William Mark Duke esdevingué Arquebisbe de Vancouver. En els seus 32 anys de servei la comunitat l'arquebisbe Duke va haver de fer front la Gran Depressió i després els anys trenta bruts i la Segona Guerra Mundial. Les seves estrictes creences disciplinàries i la direcció financera de l'arxidiòcesi van fer que rebés el sobrenom de "Iron Duke" (Duc de Ferro). El llegat que deixà quan es retirà el març de 1964 va ser impressionant: ajudà a establir el St. Mark's College a la Universitat de la Colúmbia Britànica, dos instituts catòlics, un institut laic, 22 escoles elementals catòliques i 3 hospitals catòlics, a més de nombroses parròquies. Durant la seva estada, cedí territori perquè el 22 de febrer de 1936 s'erigí la diòcesi de Nelson, i el 22 de desembre de 1945 el de Kamloops. Aquestes noves diòcesis ajudaren en l'erecció d'un nou institut, noves escoles elementals i parròquies.
El bisbe de Nelson, Martin Michael Johnston, esdevingué arquebisbe coadjutor de Vancouver el 1954 per tal d'assistir l'arquebisbe Duke durant els seus 10 darrers anys de govern. El bisbe Johnston esdevingué arquebisbe de Vancouver el 1964, retirant-se al 1969. Durant la seva estada, el vicariat de Prince Rupert va ser elevat a diòcesi el 1967.

### Anys delProject Advance
El bisbe auxiliar, James Francis Carney, esdevingué arquebisbe de Vancouver el 1969. L'arquebisbe Carney esdevingué el primer nascut a Vancouver en ser nomenat arquebisbe. Durant la seva estada va veure la necessitat de reconstruir moltes parròquies, escoles i hospitals que mostraven la seva edat. El Project Advance va ser presentat a la comunitat perquè les parròquies recollissin fons. Aquests fons van tornar a la comunitat reconstruint les seves parròquies i escoles, així com construint noves infraestructures, com la Archbishop Carney Regional Secondary School, que va ser construïda en honor de l'arquebisbe, després que ell morís el 1990.

### Sínode arxidiocesà
Al desembre de 2006 l'arxidiòcesi va concloure un sínode de 9 anys. Hi participaren representants laics i religiosos de cada parròquia, escola catòlica, comunitat religiosa, el seminari i organitzacions catòliques diverses, a més d'observadors no catòlics que també van ser convidats al procés.
Tot i que formalment es realitzà entre octubre del 2002 a octubre del 2003, des del 1998 es realitzà una preparació exhaustiva del sínode durant el període que conduïa al Gran Jubileu del 2000. L'objectiu del sínode era portar l'Església de Vancouver al segle xxi, del mode de "manteniment" on estava a un model de més missió, tal com l'arquebisbe emèrit Adam Exner, OMI, senyalà.
El 3 de desembre de 2006, a la Catedral de la Mare de Déu del Roser, l'arquebisbe Raymond Roussin, SM, declarà oficialment clausurat el sínode, oficialment posant en marxa les iniciatives proposades.
D'acord amb el diari arxidiocesà "The B.C. Catholic", les primeres 20 declaracions del sínode havien d'entrar en vigència gairebé de forma immediata. «entre les iniciatives més destacades per encoratjar els pastors a delegar més tasques als laics, a promoure la formació en la fe dels professors, a iniciar una estratègia de formació en la fe per adults, per establir una oficina per a l'evangelització i per iniciar un grup de suport per a preveres.»

### Situació actual
L'arxidiòcesi actualment es troba treballant en una millora significativa de les infrastructures. Això inclou millores en les mesures antisísmiques en esglésies i escoles. L'arxidiòcesi de Vancouver és considerada entre les més conservadores del Canadà.

## Cronologia episcopal

Escut d'armes de l'arquebisbat

- Louis-Joseph D'Herbomez, O.M.I. † (22 de desembre de 1863 - 3 de juny de 1890 mort)
- Pierre-Paul Durieu, O.M.I. † (3 de juny de 1890 - 1 de juny de 1899 mort)
- Augustin Dontenwill, O.M.I. † (1 de juny de 1899 - 21 de setembre de 1908 renuncià)
- Neil McNeil † (19 de gener de 1910 - 10 d'abril de 1912 nomenat arquebisbe de Toronto)
- Timothy Casey † (2 d'agost de 1912 - 5 d'octubre de 1931 mort)
- William Mark Duke † (5 d'octubre de 1931 - 11 de març de 1964 jubilat)
- Martin Michael Johnson † (11 de març de 1964 - 8 de gener de 1969 renuncià)
- James Francis Carney † (8 de gener de 1969 - 16 de setembre de 1990 mort)
- Adam Joseph Exner, O.M.I. (25 de maig de 1991 - 10 de gener de 2004 jubilat)
- Raymond Roussin, S.M. † (10 de gener de 2004 - 2 de gener de 2009 renuncià)
- John Michael Miller, C.S.B., des del 2 de gener de 2009

## Estadístiques
A finals del 2010, la diòcesi tenia 465.717 batejats sobre una població de 2.668.099 persones, equivalent al 17,5% del total.
| any  | població | població  | població | sacerdots | sacerdots       | sacerdots       | sacerdots             | diàques | religiosos | religiosos | parroquies |
| ---- | -------- | --------- | -------- | --------- | --------------- | --------------- | --------------------- | ------- | ---------- | ---------- | ---------- |
| any  | batejats | total     | %        | total     | clergat secular | clergat regular | batejats por sacerdot | diàques | homes      | dones      |            |
| 1950 | 67.275   | 674.000   | 10,0     | 133       | 63              | 70              | 505                   |         | 91         | 391        | 60         |
| 1966 | 125.419  | 914.250   | 13,7     | 159       | 74              | 85              | 788                   |         | 161        | 455        | 68         |
| 1968 | 120.000  | 1.000.000 | 12,0     | 170       | 85              | 85              | 705                   |         | 117        |            | 69         |
| 1976 | 226.570  | 1.265.330 | 17,9     | 175       | 76              | 99              | 1.294                 |         | 141        | 352        | 70         |
| 1980 | 232.000  | 1.297.000 | 17,9     | 184       | 80              | 104             | 1.260                 |         | 136        | 336        | 70         |
| 1990 | 305.042  | 1.637.214 | 18,6     | 174       | 89              | 85              | 1.753                 | 1       | 120        | 260        | 74         |
| 1999 | 359.622  | 1.993.179 | 18,0     | 174       | 78              | 96              | 2.066                 | 1       | 126        | 183        | 76         |
| 2000 | 374.795  | 2.007.884 | 18,7     | 194       | 99              | 95              | 1.931                 | 1       | 126        | 141        | 77         |
| 2001 | 375.135  | 2.013.907 | 18,6     | 186       | 96              | 90              | 2.016                 | 1       | 120        | 138        | 77         |
| 2002 | 376.511  | 2.032.024 | 18,5     | 185       | 98              | 87              | 2.035                 | 1       | 105        | 129        | 77         |
| 2003 | 392.580  | 2.181.000 | 18,0     | 181       | 94              | 87              | 2.168                 | 1       | 104        | 127        | 77         |
| 2004 | 396.898  | 2.204.991 | 18,0     | 185       | 93              | 92              | 2.145                 | 1       | 115        | 130        | 77         |
| 2010 | 465.717  | 2.668.099 | 17,5     | 198       | 93              | 105             | 2.352                 | 2       | 127        | 120        | 77         |